# Tors fiske

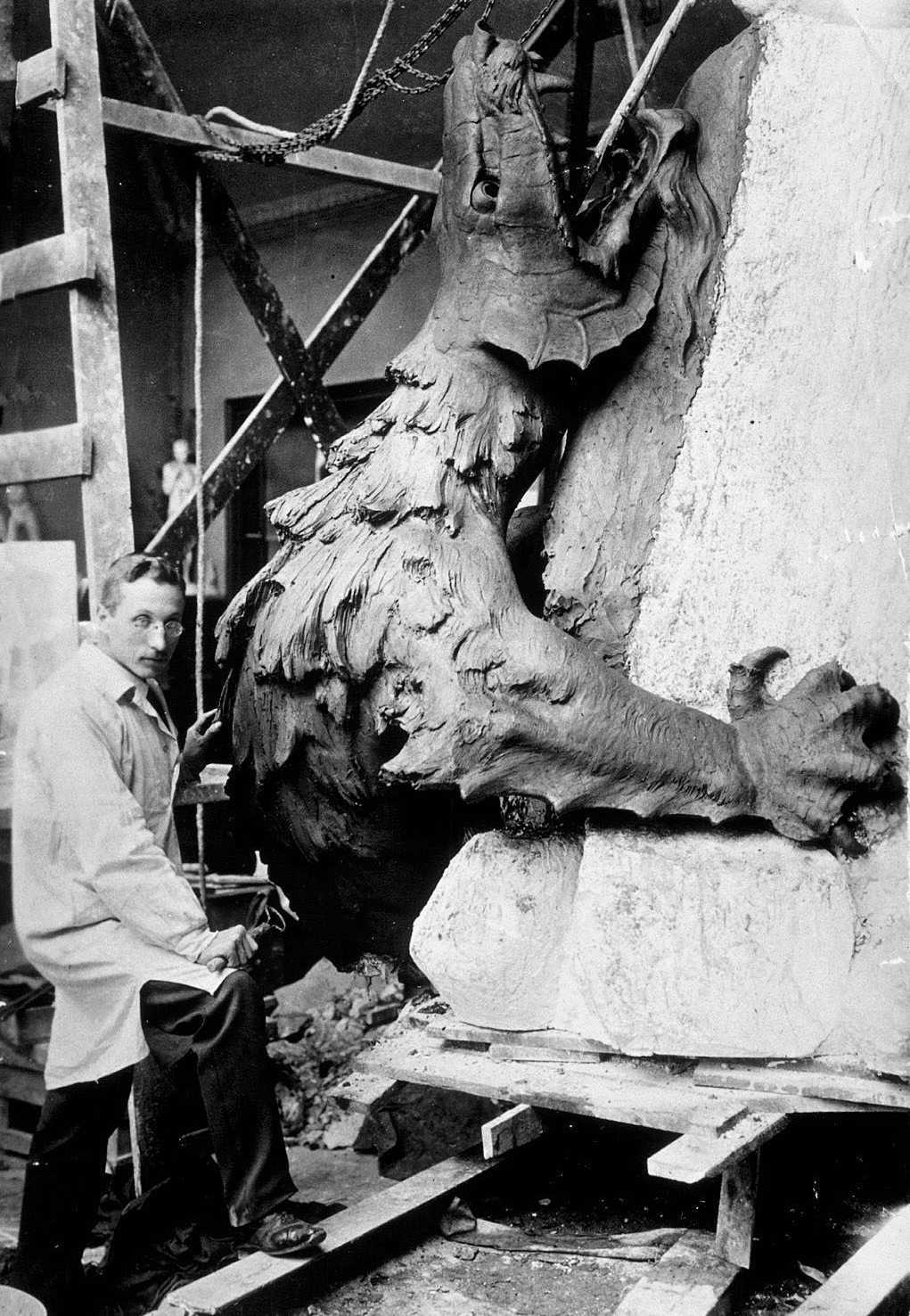
Wissler med Tors fiske omkring 1903.

Tors fiske är en skulpturgrupp och fontän i brons av Anders Wissler, utförd och rest år 1903 på Mariatorget på Södermalm i Stockholm.

## Historik
Efter en pristävlan blev Wisslers ”Tors fiske” det vinnande förslaget och kom 1903 på plats. Den stora uttrycksfulla bronsskulpturen krävde en lång arbetsprocess med komplicerade gjutningar. Den blev omedelbart populär hos allmänheten och räknas till Wisslers huvudverk. Skulpturgruppen visar det dramatiska ögonblicket då Tor har fångat Midgårdsormen och Tor höjer sin hammare Mjölner för att förinta ormen. Centralfiguren flankeras av två vattensprutande urtidsödlor.
Genom studieresor till bland annat Versailles hade Wissler gjort sig förtrogen med fontänskulpturer. Han hade sin egen uppfattning om denna genren och vad han såg i just Versailles imponerade måttligt på honom. 1905 skrev han hem från Paris: ”Nog var det storslagna anläggningar, men inte har man lust att se det en gång till.”
Wisslers fontänskulptur är, till skillnad från Molins fontän i Kungsträdgården, en mycket levande, inte stel fontänstay. Vattnets kraftiga duscheffekter blir en del i handlingen. Tors fiske representerar därmed ett nytänkande i utformningen av fontänskulpturer. Därutöver lät Wissler sitt konstverk följa omgivningens former vilket gör att skulpturen harmonierar med torget. Marmorbassängens slingor går liksom hela skapelsen i jugend.

## Bilder

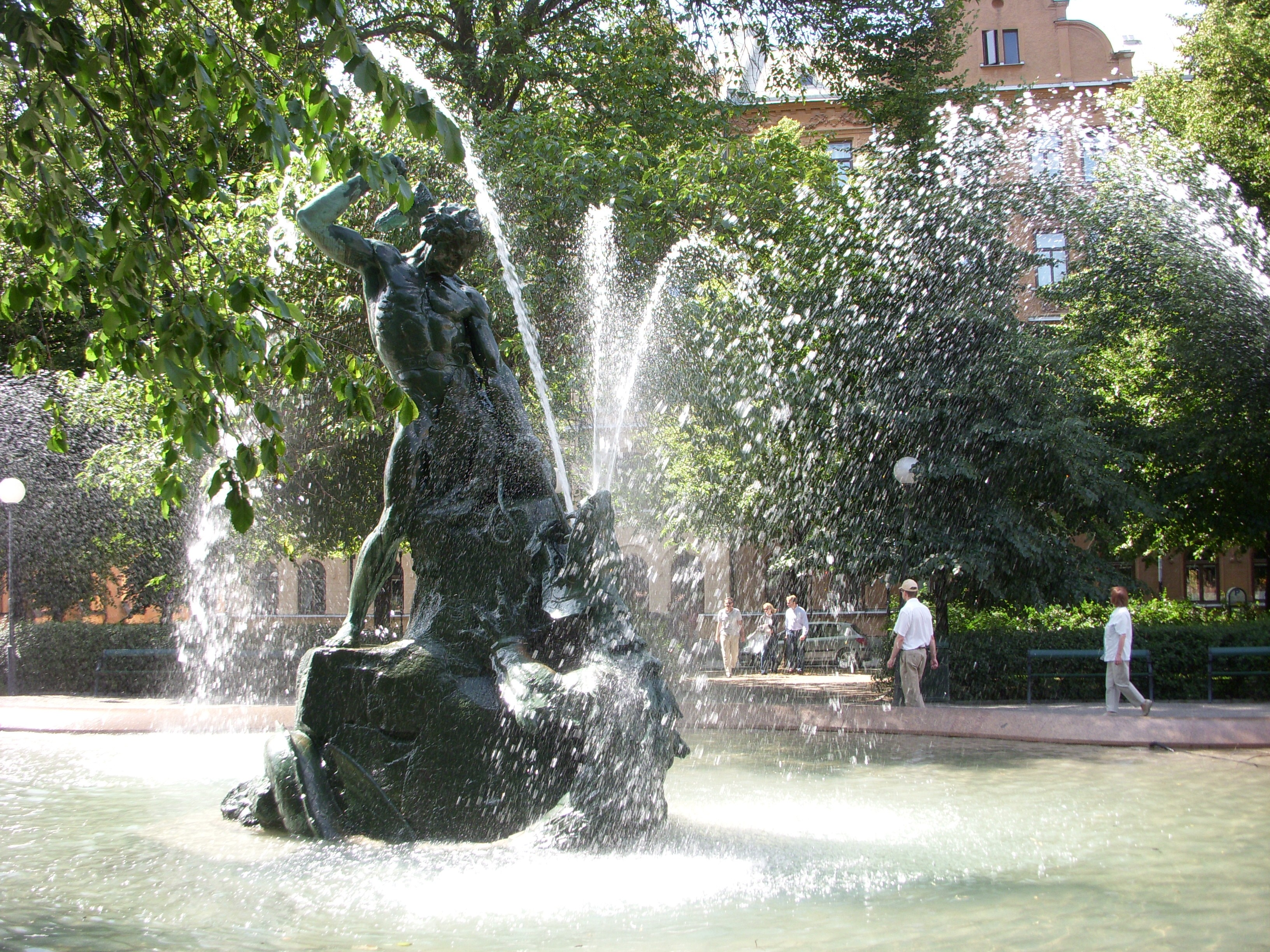
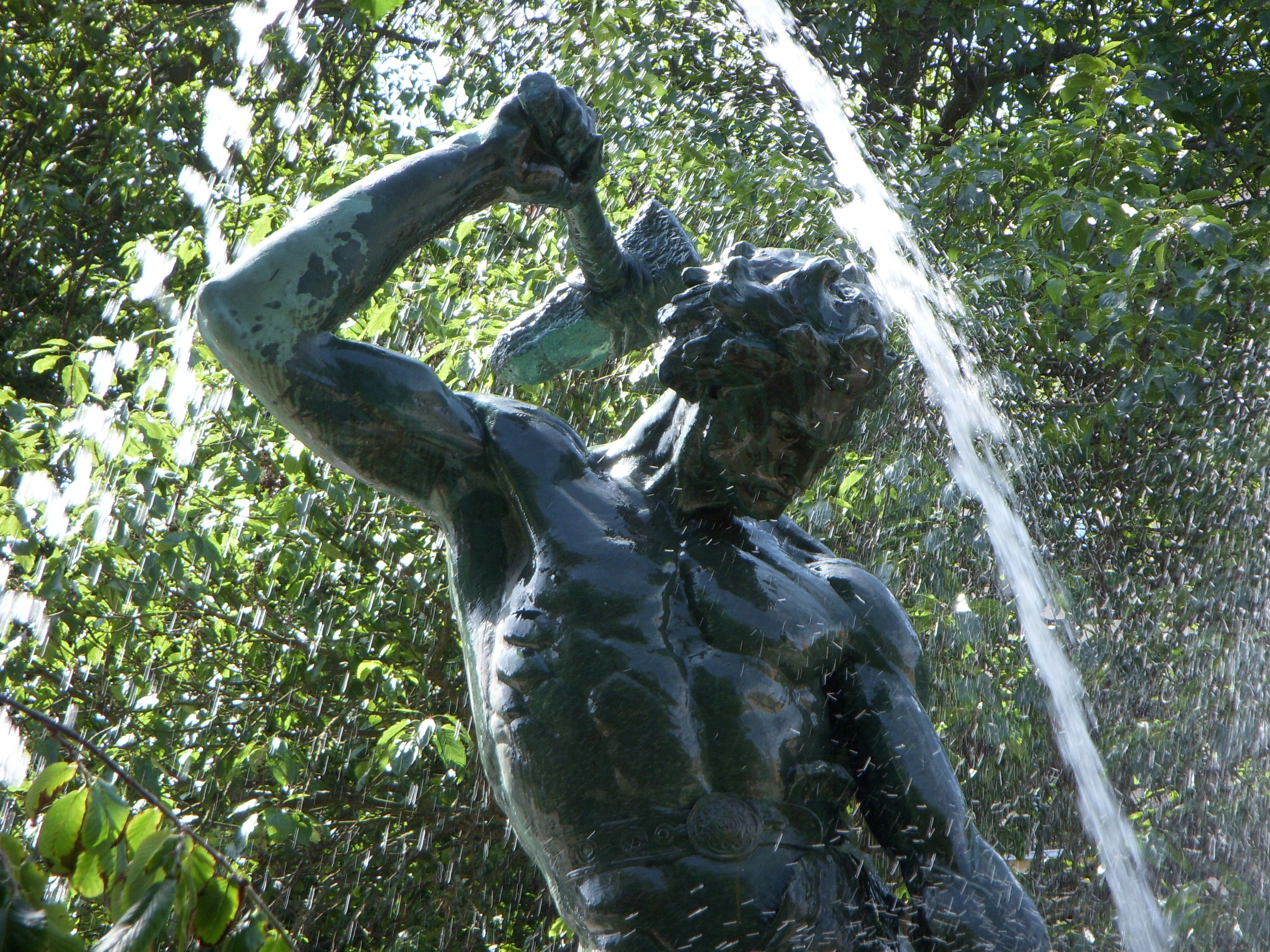
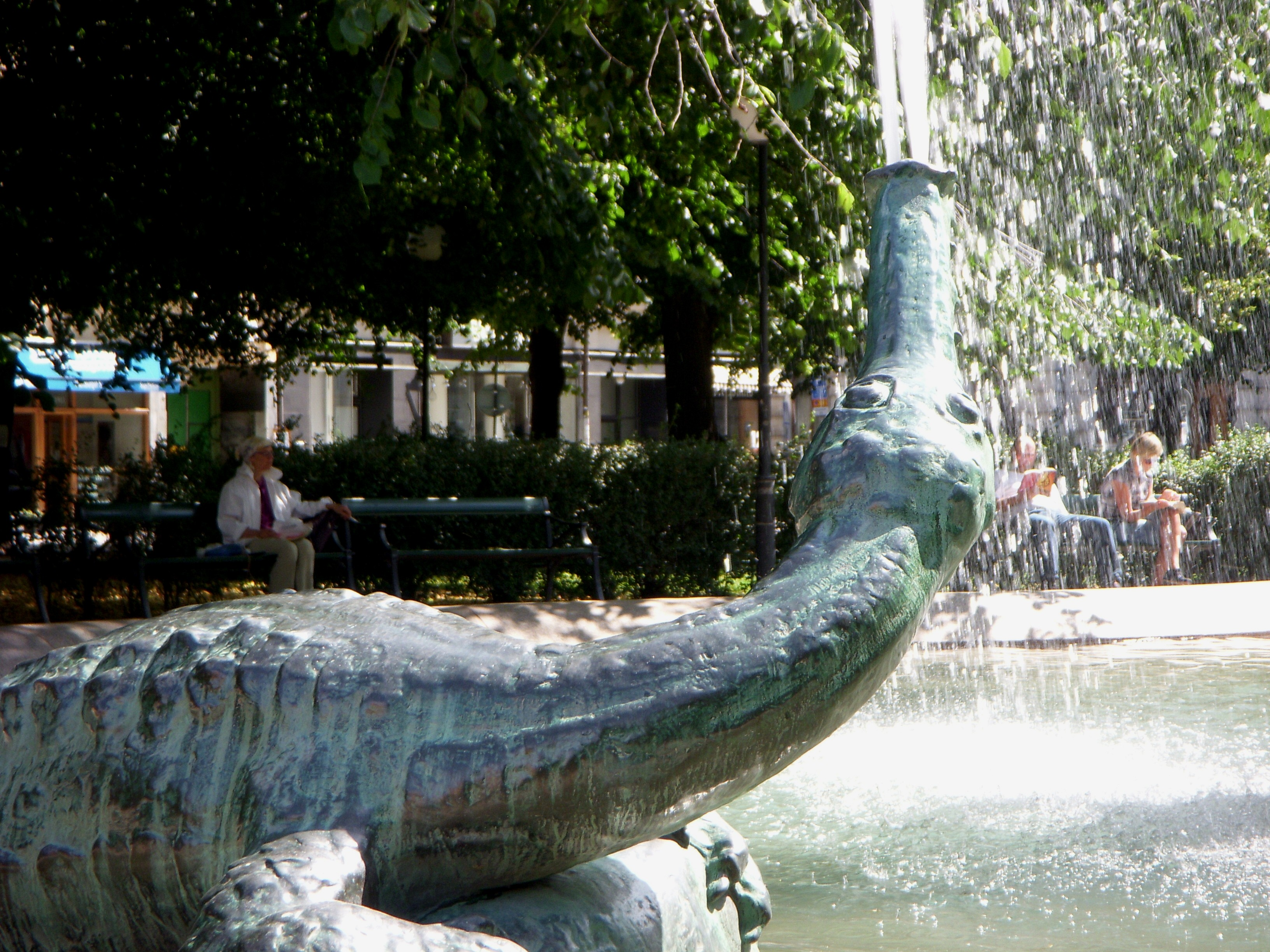
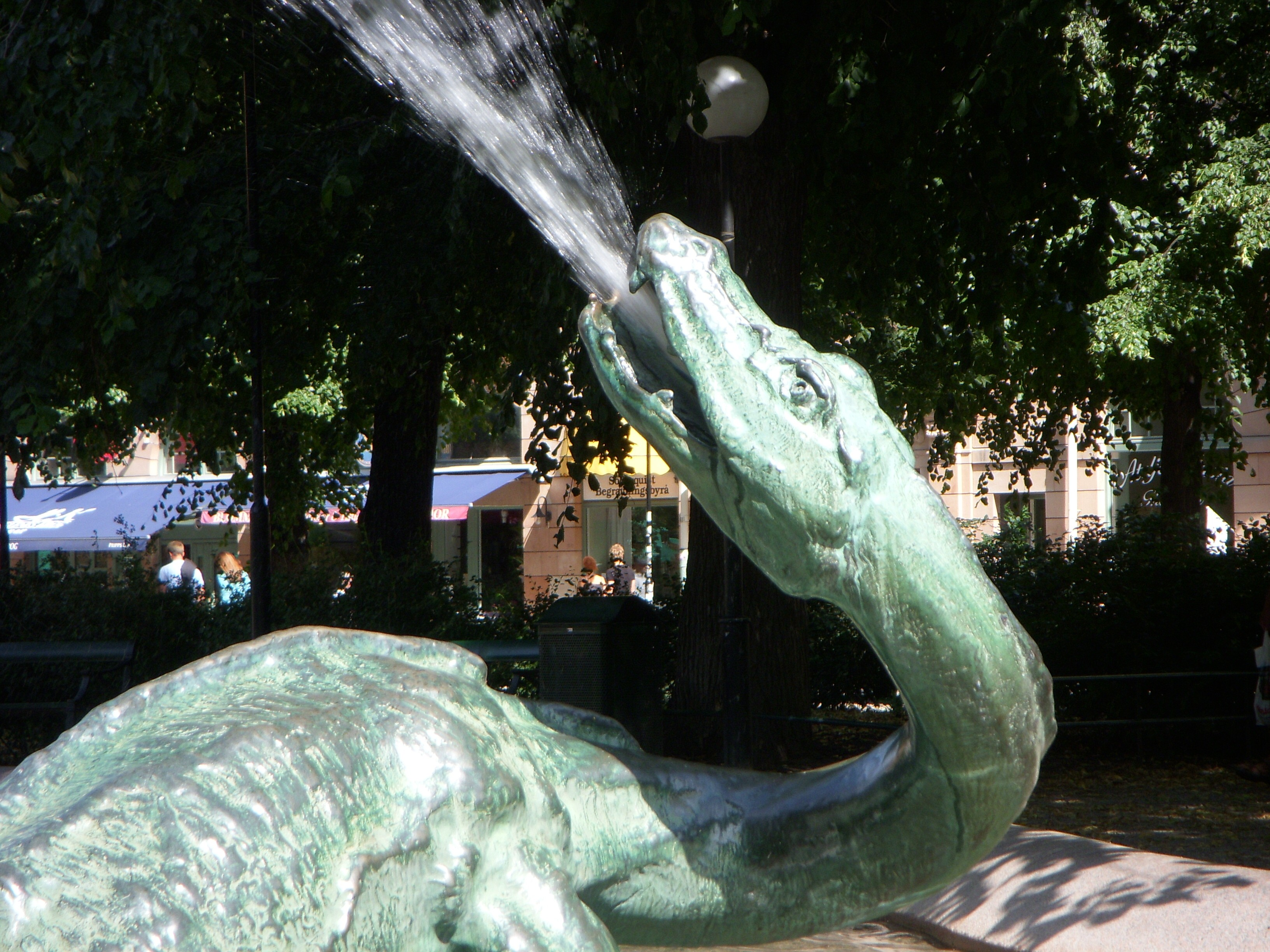
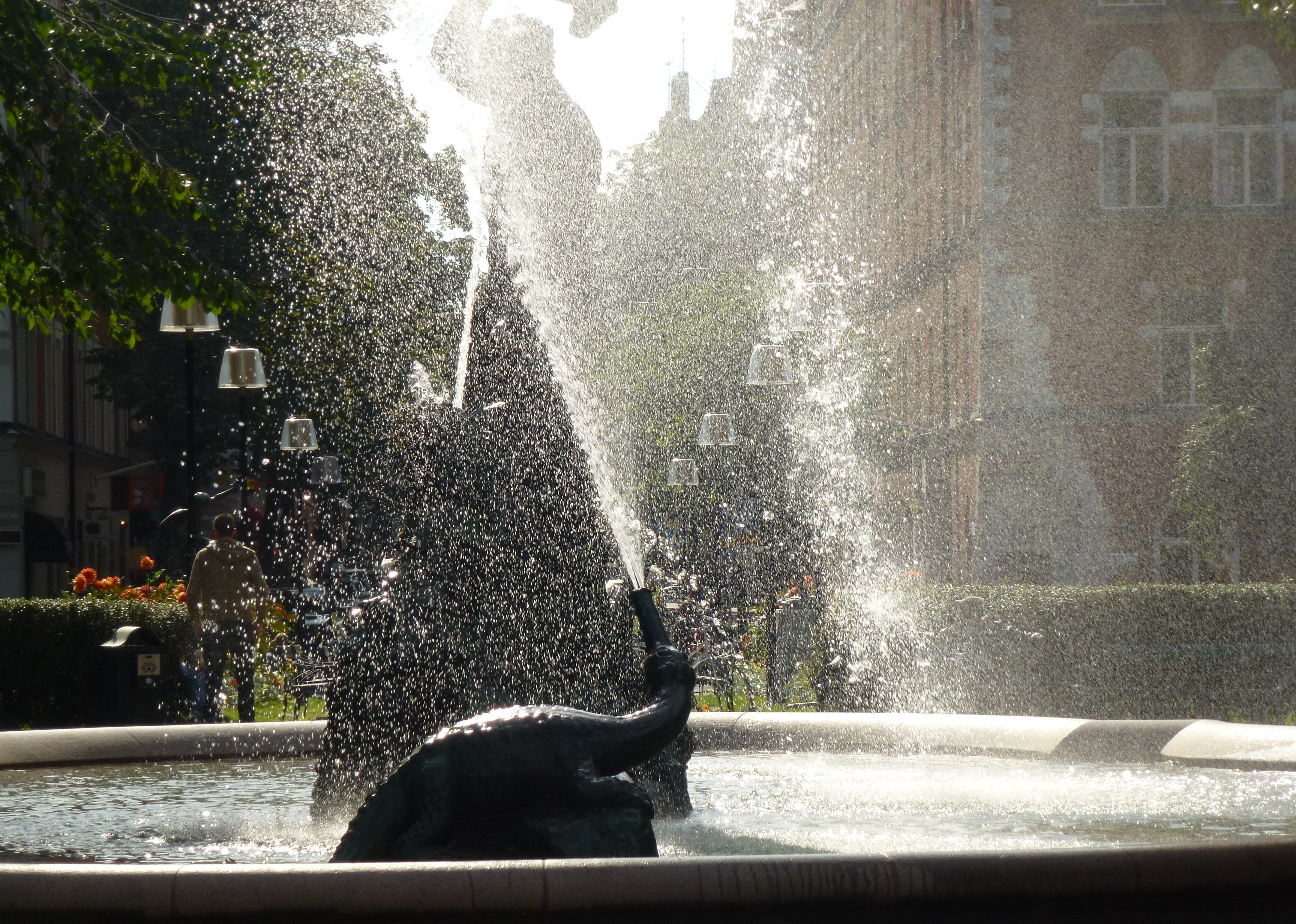